# Gustav Igler
 (septembre 2024).
Gustav Igler (né le 15 mai 1842 à Ödenburg, mort le 22 janvier 1938 à Munich) est un peintre autrichien.

## Biographie

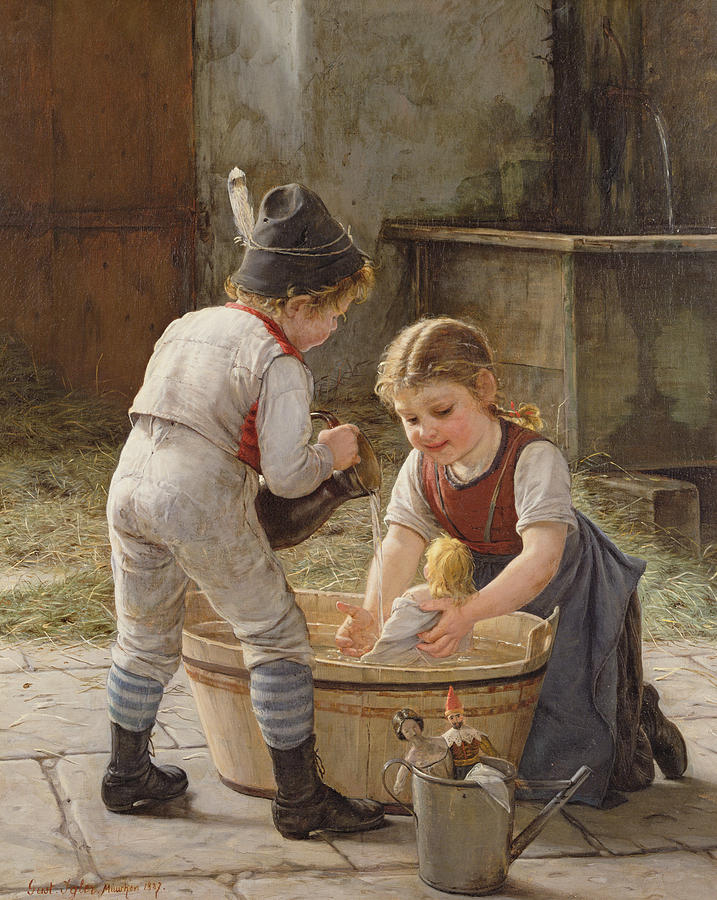
Les Parents de la poupée, 1927.

Igler est l'élève de Ferdinand Georg Waldmüller à Vienne en 1858, puis étudie la peinture du 24 octobre 1868 à 1871 à l'académie des beaux-arts de Munich auprès d'Arthur von Ramberg.
En 1888, Igler est nommé directeur de la classe technique de peinture à l'académie des beaux-arts de Stuttgart. En 1896, il dirige la deuxième exposition internationale de peinture à Stuttgart. Il passait principalement les mois d'été à Rothenburg ob der Tauber. Après sa retraite en 1914, il retourne à Munich.
Il exposa ses œuvres au Palais des glaces de Munich, ainsi que dans Die Gartenlaube et d'autres magazines.
Dans ses peintures de genre, il représente principalement des enfants en train de jouer.